# スクリーンへの招待 (エフエム沖縄)
『スクリーンへの招待』（スクリーンへのしょうたい）は、エフエム沖縄で放送されていた映画をテーマとしたラジオ番組である。
1973年4月7日にエフエム沖縄の前身である極東放送で放送を開始し、2021年9月26日まで放送された長寿ラジオ番組の一つであった。

## 概要
放送終了時点での放送時間は、毎週日曜 20:00 - 20:55（日本標準時、以下略）だった。
放送開始当時の放送時間は毎週土曜 21:10 - 22:00だった。また、お昼の時間帯や夕方の時間帯に放送された時期もあった。1985年10月の放送からは毎週日曜 20:00 - 20:55に移動し、放送終了までの36年に亘りこの時間帯に定着していた。
リスナーから寄せられた、上映中の映画作品についての感想を紹介しながら、作品にまつわるトークを展開するものだった。極東放送時代から引き継がれて放送していた唯一の番組であり、同局の最長寿番組でもあった。公式ウェブサイトでは、番組独自のポッドキャストコンテンツも配信されていた。

## 番組の終焉とその後
2021年8月29日の放送分の中で、パーソナリティだった安谷屋真理子が、自身の健康面の問題により番組継続が難しくなったことから、改編期である同年9月26日の放送分をもって番組を終了することを発表した。これによって、本番組は48年半の歴史に幕を下ろすと同時に、エフエム沖縄へ引き継がれた極東放送時代の番組が完全に消滅した。
本番組の終了に伴い、日曜20時枠は通常時においてはJFNC制作の番組に置き換わっており、『有吉弘行のSUNDAY NIGHT DREAMER』（この時間帯での55分のみ）を放送している。

## 主なパーソナリティ
- 安谷屋真理子
  - 放送開始から半年後における当時の極東放送にアナウンサーとして入社した1973年秋より48年の長きに亘り担当し続けた。
  - 放送終了時点ではフリーアナウンサーで、極東放送→エフエム沖縄のアナウンサー時代から担当してきたが、放送終了と同時にフリーアナウンサーからも引退した。